# جنگل سوزنی‌برگ مخلوط

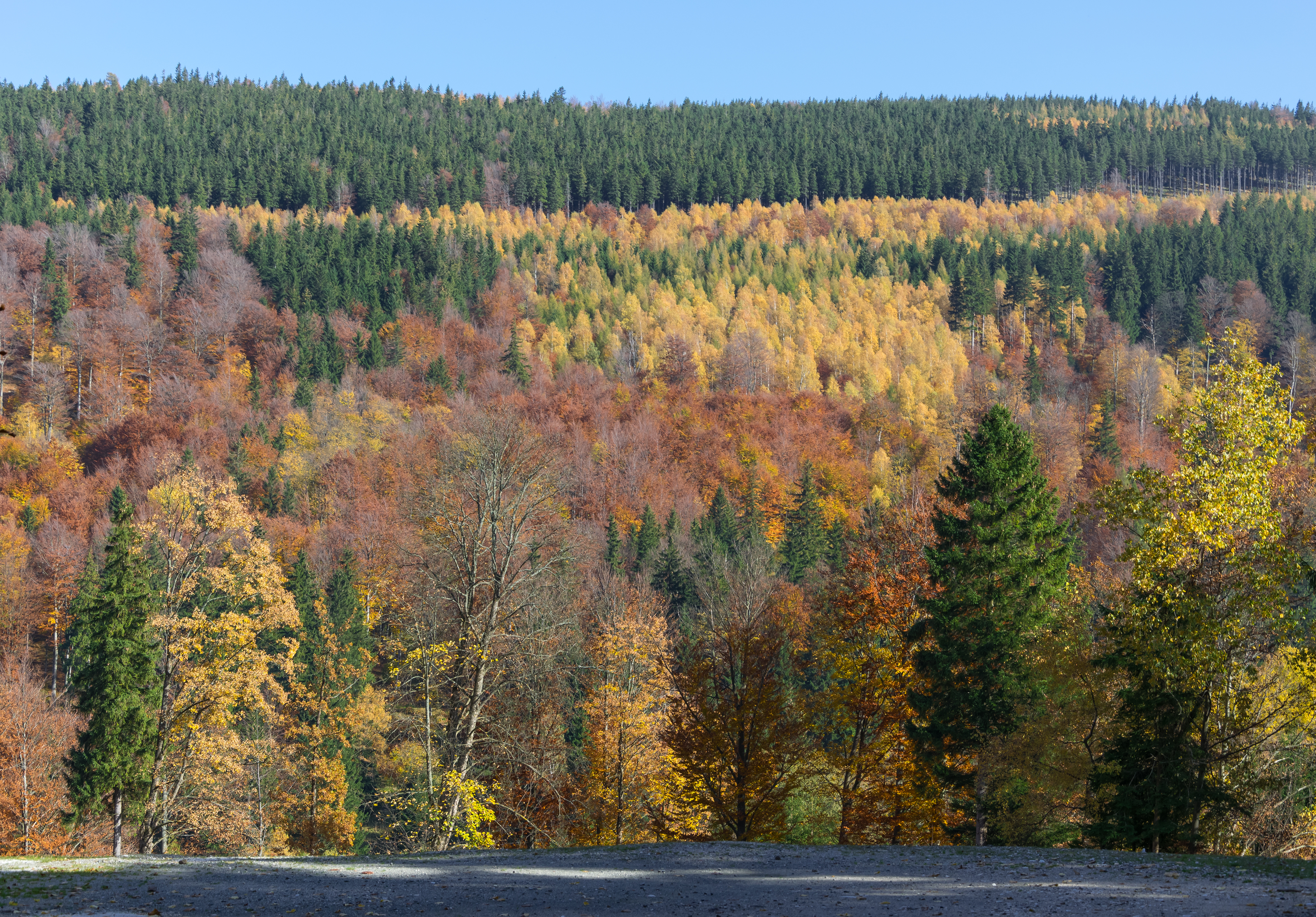
نمایی از یک جنگل سوزنی‌برگ مخلوط در سودتس، اروپای مرکزی - ۲۰۱۷

جنگل سوزنی‌برگ مخلوط یا جنگل سوزنی‌برگ آمیخته (انگلیسی: Mixed coniferous forest) یک نوع پوشش گیاهی ترکیبی و مخلوط است که درصد بیشتر و غالب آن را پوشش درختان مخروطی تشکیل می‌دهد. این‌نوع پوشش گیاهی به‌طور عمومی در کوهستان‌ها و در قسمت زیرین پوشش گیاهی جنگل مونتاین بالایی پراکنده‌است.